# Тетрафосфид кадмия
Тетрафосфид кадмия — бинарное неорганическое соединение
кадмия и фосфора с формулой CdP4,
чёрные кристаллы.

## Получение
- Нагревание свинцово-кадмиевого сплава и белого фосфора в атмосфере углекислого газа под давлением:

{\displaystyle {\mathsf {Cd+4P\ {\xrightarrow {565-575^{o}C}}\ CdP_{4}}}}

## Физические свойства
Тетрафосфид кадмия образует чёрные кристаллы
моноклинной сингонии,
пространственная группа P 21/c,
параметры ячейки a = 0,527 нм, b = 0,519 нм, c = 0,766 нм, β = 80,53°, Z = 4.
Является полупроводником.

## Химические свойства
- Химически очень инертен: не растворяется в разбавленных кислотах и перекиси водорода. Растворяется в царской водке.